# Кесанг Чоден Вангчук (королева)
Кесанг Чоден Вангчук (* 21 травня 1930) — королева-бабуся Бутану, яка бере участь у королівських обов'язках за власним бажанням. Єдина бабуся-королева у світі. У Бутані її називають Королівською бабусею.

## Життєпис
Кесанг Чоден Вангчук здобула освіту в монастирі Святого Йосипа, Калімпонг, Індія, а також в Домі громадянства в Лондоні.
У спогаді королева зазначає: Ірландські монахині монастиря Святого Йосипа були дуже добре освічені і добре нас навчали. Черниці були наймилішими та люблячими до мене, і я, у свою чергу, дуже любила їх та поважала.
5 жовтня 1951 року Кесанг Чоден стала дружиною наслідного принца Бутану (Друк Г'ялсі) Джігме Дорджі Вангчука у палаці Уґень Пелрі, Паро.
Вона стала королевою Бутану в 1952 році, коли її чоловік після смерті свого батька зійшов на трон. У 1953 році вона була вагітна і очікувала, що пологи прийме лікар-європеєць та її мати, яка мала поспіти до Тхімпху. Однак пологи стались передчасно, і доньку допомогли народити попередня королева Аші Пхунчо Чоден, її покоївка та бутанський лікар Фенчун.

## Королівські обов'язки

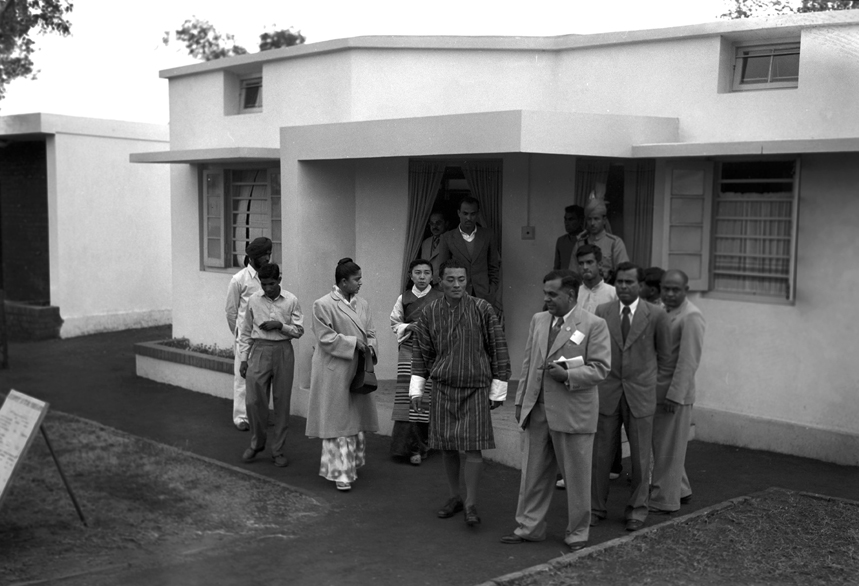
Кесанг Чоден за спиною свого чоловіка Джигме Дорджі Вангчука 30 січня 1954 року

У 1972 році її чоловік захворів, і Кесанг Чоден призначили регенткою. Королева також була покровителькою щорічних молитов, що проводяться за благополуччя та безпеку короля, країни та народу. Вона забезпечує добовими близько 200 ченців у різних монастирях Бутану та Індії. Вона також зацікавлена у збереженні унікального мистецтва, архітектури та культурної спадщини Бутану, а також у просуванні наукових досліджень та наукових публікацій про королівство. Вона часто відвідує релігійні місця в Бутані та Індії.
На честь 87-ї річниці від дня народження королеви у неділю, 21 травня 2017 р., вийшла книга «Серце священного королівства, її величність Королівська бабуся Аші Кесанг Чоден Вангчук».